# Badminton bei den Canada Games 2007
Bei den Canada Games 2007 in Whitehorse wurden vom 24. Februar bis zum 2. März 2007 fünf Einzel- und ein Teamwettbewerb im Badminton ausgetragen. Das Einzelturnier fand an den ersten drei Tagen statt, der Mannschaftswettbewerb an den verbleibenden vier Tagen.

## Sieger und Platzierte
| Disziplin    | Gold                              | Silber                       | Bronze                                          |
| ------------ | --------------------------------- | ---------------------------- | ----------------------------------------------- |
| Herreneinzel | Mathieu Laforest                  | Chris Ho Ming Lee            | Richard Liang                                   |
| Dameneinzel  | Joycelyn Ko                       | Jennifer Y. Lam              | Isabelle Louise Mercier-Dalphon                 |
| Herrendoppel | Mathieu Laforest Francis Laforest | Brody Hilland Justin Mullaly | Toby Ng Alvin Lau                               |
| Damendoppel  | Joycelyn Ko Stephanie Ko          | Melody Liang Alice Man       | Isabelle Lavoie Isabelle Louise Mercier-Dalphon |
| Mixed        | Toby Ng Melody Liang              | Alvin Lau Charmaine Yeung    | Timothy Ma Phyllis Chan                         |
| Mannschaft   | British Columbia                  | Québec                       | Alberta                                         |